# Csákánydoroszló
Csákánydoroszló là một thị trấn thuộc hạt Vas, Hungary. Thị trấn này có diện tích 26,61 km², dân số năm 2010 là 1771 người, mật độ 67 người/km².